# Пауль Еміль Ґабель
Пауль Еміль Ґабель (нім. Paul Emil Gabel; 29 березня 1875, Ельбінґ, Західна Пруссія — 9 вересня 1938, Гамбург) — німецький митець, майстер живопису.

## Життя і творчість

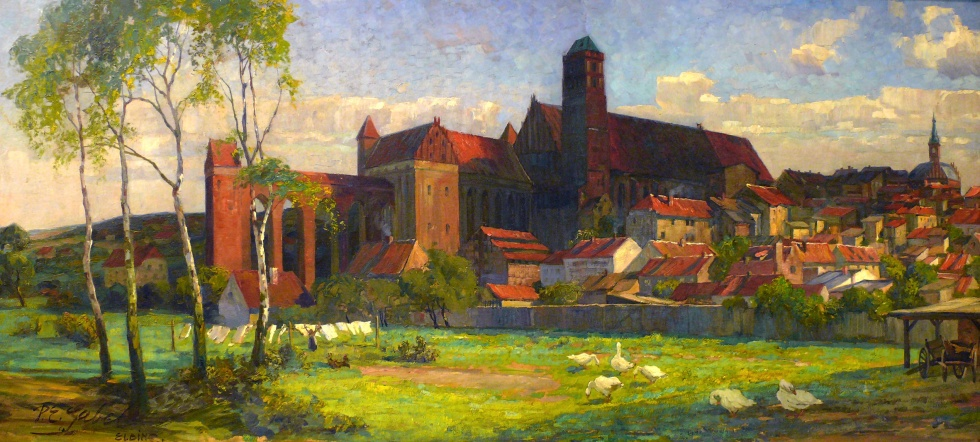
Собор і замок у Марієнвердері (Земальний музей Західної Пруссії)

Пауль Еміль Ґабель спочатку навчався у свого дядька та прийомного батька Карла Квінтерна в Ельбінґу, який визнав його талант і відповідним чином заохочував його. У 1893 році він подав заяву в Дюссельдорфську академію мистецтв і був прийнятий до четвертого класу.
У 1900 році закінчив художню освіту. До 1903 року Ґабель був членом Дюссельдорфської мистецької асоціації Malkasten і значився там як академік. У Леері в 1902 році він став членом масонської ложі «Ґеорґ за справжню братську відданість». Відтоді Ґабель жив і працював в Ельбінґу та інших містах і містечках північної Німеччини. Навчальні поїздки неодноразово приводили його до сусідніх Нідерландів, до Дордрехта, Амстердама та околиць озера Зюйдерзее.
У вересні 1929 року Ґабель переїхав до Гамбурга, де тримав студію. Він подорожував до Італії, Єгипту та Південної Німеччини. У 1938 році він раптово помер від інсульту в Гамбурзі й був похований у своєму рідному місті Ельбінґу. На його могилі стоїть ім'я П. Е. Ґабель, яким він підписував свої твори.
Ґабель жив із художницею Ельфрідою Кнайпгоф із 1920-х років. Результатом стосунків стала їхня донька Рут (у шлюбі Рут Герінґ).

## Виставки

### Участь у виставках
- 1907: Виставка в Мюнхенському скляному палаці
- 1909: Велика Берлінська художня виставка
- 1909: Кеніґсберзьке мистецьке товариство
- 1911: Кеніґсберзьке мистецьке товариство

### Меморіальні виставки
- 1995: Земельний музей Західної Пруссії, Мюнстер-Вольбек

## Твори
- Плакат пісенної ради Мистецького товариства Малькастен, 1902 рік
- Портрет Марі-Луїзи Реппель, 1905 рік
- Голландський порт, близько 1912–1914 рр
- Капітульний замок Марієнвердер, близько 1921 року
- Куршська коса, середина 1920-х років
- Гавань Гамбурґа, після 1930 року